# Hell in a Cell 2020
Hell in a Cell 2020 è stata la dodicesima edizione dell'omonimo evento in pay-per-view prodotto annualmente dalla WWE. L'evento si è svolto il 25 ottobre 2020 all'Amway Center di Orlando (Florida).
A causa della pandemia di COVID-19, l'evento si è svolto con la sola presenza del personale autorizzato. L'evento è stato trasmesso inoltre nel WWE Thunderdome, dove, tramite una serie di pannelli a LED intorno all'arena, i fan da tutto il mondo hanno potuto assistere in diretta all'evento tramite collegamento remoto.

## Storyline
Il 30 agosto, a Payback, Roman Reigns sconfisse "The Fiend" Bray Wyatt e Braun Strowman in un No Holds Barred Triple Threat match valevole per l'Universal Championship detenuto da "The Fiend", aggiungendosi all'ultimo nella contesa. Nella puntata di SmackDown del 4 settembre si disputò un Fatal 4-Way match tra Big E, King Corbin, Matt Riddle e Sheamus per determinare lo sfidante di Reigns per l'Universal Championship a Clash of Champions. Dopo un attacco da parte di Sheamus nel backstage, Big E fu impossibilitato a partecipare all'incontro, e il suo posto fu preso da Jey Uso che, a sorpresa, vinse il match. Il 27 settembre, a Clash of Champions, Reigns mantenne il titolo per sottomissione dopo che Jimmy Uso, fratello di Jey, lanciò l'asciugamano sul ring in segno di resa. Nella puntata di SmackDown del 2 ottobre Reigns concesse a Jey la rivincita per Hell in a Cell in un incontro omonimo. L'incontro fu poi modificato in un Hell in a Cell "I quit" match dopo che Reigns convinse lo sfidante a cambiare la stipulazione nella puntata di SmackDown del 9 ottobre. Nella puntata di SmackDown del 23 ottobre Reigns annunciò a Jey che qualora dovesse perdere l'incontro, lui e suo fratello Jimmy dovranno diventare i subordinati di Reigns, altrimenti gli Usos e le loro famiglie sarebbero stati espulsi dalla famiglia Anoa'i.
Nella puntata di Raw del 27 luglio Randy Orton sfidò il WWE Champion Drew McIntyre per SummerSlam con in palio il titolo, match vinto dal campione Nella puntata di Raw del 24 agosto Keith Lee fece il suo debutto nel main roster dapprima interrompendo un promo di Randy Orton e poi affrontandolo, ma nonostante un'ottima prestazione l'incontro si concluse con la sua sconfitta per squalifica a causa dell'intervento di McIntyre ai danni di Orton. Nella puntata di Raw del 31 agosto, Orton sconfisse Keith Lee e Seth Rollins in un Triple Threat match, confermando il suo status di nº1 contender al WWE Championship, e sancendo il loro rematch per Clash of Champions. Il 14 settembre, l'incontro fu trasformato in un Ambulance match, vinto dal campione. Successivamente, Orton attaccò Big Show, Christian, Ric Flair e Shawn Michaels, dato che questi aiutatoro McIntyre durante l'Ambulance match e nella puntata di Raw del 5 ottobre Orton schienò McIntyre durante un tag team match, segnando così la sua prima sconfitta fin dalla conquista del titolo; Inoltre, Orton lo sfidò ad affrontarsi in un Hell in a Cell match con in palio il WWE Championship per l'omonimo evento
A Payback, Bayley e Sasha Banks persero il Women's Tag Team Championship contro Nia Jax e Shayna Baszler e nella successiva puntata di SmackDown del 4 settembre le campionesse uscenti, furono sconfitte nella rivincita titolata. Al termine dell'incontro Bayley attaccò brutalmente Sasha Banks, segnando la fine della loro alleanza. A Clash of Champions, Bayley avrebbe dovuto difendere il suo SmackDown Women's Championship contro Nikki Cross, ma quest'ultima è stata poi sostituita (poiché indisponibile) dalla Raw Women's Champion Asuka, match terminato con la  vittoria per squalifica di Bayley, a causa dell'attacco da parte della Banks ai suoi danni. Nella puntata di SmackDown del 9 ottobre Bayley e Sasha si affrontarono con il titolo in palio, ma la Bankstrionfò solo per squalifica dopo che Bayley la colpì con una sedia; a questo punto, la Banks la sfidò in un Hell in a Cell match per l'omonimo pay-per-view.
Nella puntata di Raw del 12 ottobre Jeff Hardy fu trasferito in tale roster per effetto del Draft; quella stessa sera, Hardy partecipò ad un Triple Threat match insieme ad AJ Styles e Seth Rollins ma il match è stato vinto dal primo dopo che il rientrante Elias attaccò brutalmente Hardy con una chitarra; nel backstage, giustificò le sue azioni convinto del fatto che Hardy lo avesse investito il 29 maggio durante il torneo per determinare il nuovo Intercontinental Champion a SmackDown, impedendogli di affrontare AJ Styles nelle semifinali. Nella puntata di Raw del 16 ottobre Hardy interruppe il concerto di Elias e nella stessa sera, fu sancito un match tra i due per Hell in a Cell.
Per i mesi antecedenti ad ottobre, The Miz e John Morrison cospirarono per sottrarre il contratto del Money in the Bank a Otis (che vinse nell'omonimo evento svoltosi a maggio). In primis, The Miz causò lo spostamento di Mandy Rose al roster di Raw, e subito dopo, per effetto del Draft, Otis fu separato anche da Tucker, segnando lo scioglimento degli Heavy Machinery (nel mentre anche The Miz e Morrison furono trasferiti a Raw e Otis invece fu mantenuto a SmackDown). Nella puntata di SmackDown del 23 ottobre The Miz ottenne un "processo" contro Otis, con John "Bradshaw" Layfield come giudice e Ron Simmons e Theodore Long come membri della corte, in cui, dietro un pagamento sottobanco, JBL sancì che, ad Hell in a Cell, Otis mettesse in palio la sua valigetta del Money in the Bank contro lo stesso The Miz.
Il 25 ottobre, qualche ora prima dell'evento, è stato annunciato che R-Truth avrebbe dovuto il 24/7 Championship contro Drew Gulak nel Kick-off dell'evento.

## Risultati
| #       | Incontri                                                                           | Stipulazioni                                                    | Durata |
| ------- | ---------------------------------------------------------------------------------- | --------------------------------------------------------------- | ------ |
| Kickoff | R-Truth (c) ha sconfitto Drew Gulak                                                | Single match per il WWE 24/7 Championship                       | 5:25   |
| 1       | Roman Reigns (c) (con Paul Heyman) ha sconfitto Jey Uso                            | Hell in a cell "I quit" match per il WWE Universal Championship | 29:06  |
| 2       | Elias ha sconfitto Jeff Hardy per squalifica                                       | Single match                                                    | 7:50   |
| 3       | The Miz (con John Morrison) ha sconfitto Otis (Mr. Money in the Bank) (con Tucker) | Single match per il Money in the Bank contract                  | 7:25   |
| 4       | Sasha Banks ha sconfitto Bayley (c) per sottomissione                              | Hell in a cell match per il WWE SmackDown Women's Championship  | 26:35  |
| 5       | Bobby Lashley (c) ha sconfitto Slapjack per sottomissione                          | Single match per il WWE United States Championship              | 3:50   |
| 6       | Randy Orton ha sconfitto Drew McIntyre (c)                                         | Hell in a cell match per il WWE Championship                    | 30:35  |